# チルドレス郡 (テキサス州)
チルドレス郡（チルドレスぐん、英: Childress County）は、アメリカ合衆国テキサス州の北部に位置する郡である。2010年国勢調査での人口は7,041人であり、2000年の7,688人から8.4%減少した。郡庁所在地はチルドレス市（人口6,105人）であり、同郡で人口最大の都市でもある。郡名は、テキサス独立宣言の起草者ジェイコブ・ハンター・チルドレスに因んで名付けられた。
チルドレス郡内には女親分ミニー・ルー・ブラドレーが経営するブラドレー3牧場があるが、郵便用住所は隣接するホール郡のメンフィスになっている。
チルドレス郡と地域の歴史はチルドレス市中心街にあるチルドレス郡歴史遺産博物館に収められている。

## 地理
アメリカ合衆国国勢調査局に拠れば、郡域全面積は714平方マイル (1,849.3 km2)であり、このうち陸地710平方マイル (1,838.9 km2)、水域は3平方マイル (7.8 km2)で水域率は0.46%である。

### 主要高規格道路
- アメリカ国道62号線
- アメリカ国道83号線
- アメリカ国道287号線
- テキサス州道256号線

### 隣接する郡
- コリングズワース郡 - 北
- ハーモン郡 (オクラホマ州) - 北東
- ハードマン郡 - 東
- コットル郡 - 南
- ホール郡 - 西

## 人口動態
以下は2000年の国勢調査による人口統計データである。
| 基礎データ - 人口: 7,688人 - 世帯数: 2,474 世帯 - 家族数: 1,650 家族 - 人口密度: 4人/km2（11人/mi2） - 住居数: 3,059軒 - 住居密度: 2軒/km2（4軒/mi2） 人種別人口構成 - 白人: 67.70% - アフリカン・アメリカン: 14.09% - ネイティブ・アメリカン: 0.33% - アジア人: 0.30% - 太平洋諸島系: 0.05% - その他の人種: 15.70% - 混血: 1.83% - ヒスパニック・ラテン系: 20.47% 年齢別人口構成 - 18歳未満: 22.1% - 18-24歳: 12.1% - 25-44歳: 30.6% - 45-64歳: 19.4% - 65歳以上: 15.8% - 年齢の中央値: 37歳 - 性比（女性100人あたり男性の人口） - 総人口: 142.4 - 18歳以上: 149.5 | 世帯と家族（対世帯数） - 18歳未満の子供がいる: 31.3% - 結婚・同居している夫婦: 52.4% - 未婚・離婚・死別女性が世帯主: 11.4% - 非家族世帯: 33.3% - 単身世帯: 30.8% - 65歳以上の老人1人暮らし: 16.5% - 平均構成人数 - 世帯: 2.40人 - 家族: 3.00人 収入と家計 - 収入の中央値 - 世帯: 27,457米ドル - 家族: 35,543米ドル - 性別 - 男性: 25,606米ドル - 女性: 20,037米ドル - 人口1人あたり収入: 12,452米ドル - 貧困線以下 - 対人口: 17.6% - 対家族数: 13.7% - 18歳未満: 28.3% - 65歳以上: 10.3% |

## 都市と町

### 都市
- チルドレス - 郡庁所在地

### その他の町
- テル